# Oleksandra Skoropadska
Oleksandra Petriwna Skoropadska z d. Durnowa, ukr. Олекса́ндра Петрі́вна Скоропадська, Дурно́во, ros. Александра Петровна Скоропадскa (ur. 28 maja 1878 w Petersburgu, zm. 29 grudnia 1952 w Oberstdorfie) – ukraińska polityczka emigracyjna, 1945–1948 samozwańcza regentka Ukrainy, w 1918 pierwsza dama hetmanatu.

## Życiorys
Wywodziła się ze starej i wpływowej rosyjskiej rodziny książęcej. Urodziła się jako jedyna córka gen. Piotra Pawłowicza Durnowo (1835–1919), gubernatora moskiewskiego, i jego żony Marii Wasiljewny Koczubej (1848–1894). Miała starszego brata Pawła (1874–1909), który został później kapitanem żeglugi wojennej. Odebrała wykształcenie domowe, typowe dla dziewcząt pochodzenia arystokratycznego, biegle posługiwała się językami angielskim, francuskim i niemieckim. Wychowywała się na dworze cesarskim, zostając towarzyszką zabaw i później przyjaciółką wielkiej księżnej Ksenii Aleksandrowny Romanowej. Jako 16-latka weszła do otoczenia carowej Aleksandry Fiodorownej, za której pośrednictwem poznała Pawła Skoropadskiego (1873–1945). Para pobrała się 11 stycznia 1898 w Petersburgu, po czym zamieszkała w Trościańcu.
W 1904, po wybuchu wojny rosyjsko-japońskiej, Oleksandra powróciła z trójką dzieci do Petersburga, gdzie przebywała jeszcze w czasie rewolucji październikowej. W wyniku proklamacji Państwa Ukraińskiego i objęcia urzędu hetmana przez jej męża, na mocy porozumienia z rządem bolszewickiej, 28 czerwca 1918 Oleksandra z dziećmi została przewieziona specjalnym pociągiem do Kijowa. Jednak szybko zmieniająca się sytuacja wojny domowej w Rosji i postępy Armii Czerwonej, nie uznającej ostatecznie państwa ukraińskiego, zmusiły Skoropadskich do ewakuacji dzieci do Odessy. Sami zaś pozostali w stolicy. Już 14 grudnia t.r. Pawło Skoropadski złożył urząd hetmana i opuścił Ukrainę, a ciężarna Oleksandra dołączyła do niego później, podróżując przez Finlandię, aby ostatecznie osiąść w Wannsee. Dopiero latem 1919 dołączyły do nich starsze dzieci.
W 1923 współtworzyła kierowany z Berlina Ukraiński Czerwony Krzyż, którego została przewodniczącą. W marcu 1945 przeniosła się do Obestdorfu. Po śmierci męża 26 kwietnia t.r. ogłosiła się regentką Ukrainy. W 1948 przekazała urząd synowi Danile (1904–1957) i wycofała się z życia publicznego.

## Rodzina
11 stycznia 1898 w Petersburgu wyszła za mąż za Pawła Petrowicza Skoropadskiego (1873–1945), syna Petra Iwanowicza (1834–1885) i Marii Andrijewny Miklaszewskiej (1839–1901). Małżeństwo miało sześcioro dzieci:
- Maria Pawliwna (1898–1958) × Adam Montressor (1888–1939),
- Jelisawieta Pawliwna (1899–1976) × Wasyl Kużim (1884–1958),
- Petro Pawłowicz (1900–1956),
- Daniło Pawłowicz (1904–1957) × Galina Mielnik-Kalużynska (1914–2002),
- Pawło Pawłowicz (1916–1918),
- Olena Pawliwna (1919–2012) × Ludwig Ott (1915–2015).

## Genealogia
| Prapradziadkowie                        | Nikołaj Dmitriewicz Durnowo (1725–1816) ∞? ? (?–?)                                      | Nikita Akinfijewicz Diemidow (1724–1789) ∞ 1793 Aleksandra Ewtichiewna Safonowa (1745–1778) | Michaił Pietrowicz Wołkoński (1746–1796) ∞? Jelizawieta Pietrowna Makulowa (1753–1796)    | Grigorij Semionowicz Wołkoński (1742–1824) ∞1777 Aleksandra Nikołajewna Riepnina (1757–1835) | Pawieł Wasilijewicz Koczubej (1738–1786) ∞? Uljana Andriejewna Biezborodko (1742–1777)  | Wasilij Semionowicz Wasilczikow (1743–1808) ∞1773 Anna Kiriłłowna Razumowska (1754–1826) | Gawriił Bibikow (?–?) ∞? Jekaterina Cziobeszowa (?–?)                               | Andriej Doniec-Zacharżewski (?–?) ∞? Jekaterina Norowa (?–?)                        |
| Pradziadkowie                           | Dmitrij Nikołajewicz Durnowo (1769–1834) ∞1790 Marija Nikiticzna Diemidowa (1776–1847)  | Dmitrij Nikołajewicz Durnowo (1769–1834) ∞1790 Marija Nikiticzna Diemidowa (1776–1847)      | Piotr Michajłowicz Wołkoński (1776–1852) ∞ 1802 Sofija Grigorijewna Wołkońska (1785–1868) | Piotr Michajłowicz Wołkoński (1776–1852) ∞ 1802 Sofija Grigorijewna Wołkońska (1785–1868)    | Wiktor Pawłowicz Koczubej (1768–1834) ∞1799 Marija Wasilijewna Wasilczikowa (1779–1844) | Wiktor Pawłowicz Koczubej (1768–1834) ∞1799 Marija Wasilijewna Wasilczikowa (1779–1844)  | Pawieł Gawriiłowicz Bibikow (?–?) ∞? Jekaterina Andriejewna Berkendorf (?–?)        | Pawieł Gawriiłowicz Bibikow (?–?) ∞? Jekaterina Andriejewna Berkendorf (?–?)        |
| Dziadkowie                              | Pawieł Dmitriewicz Durnowo (1804–1864) ∞1831 Aleksandra Pietrowna Wołkońska (1804–1859) | Pawieł Dmitriewicz Durnowo (1804–1864) ∞1831 Aleksandra Pietrowna Wołkońska (1804–1859)     | Pawieł Dmitriewicz Durnowo (1804–1864) ∞1831 Aleksandra Pietrowna Wołkońska (1804–1859)   | Pawieł Dmitriewicz Durnowo (1804–1864) ∞1831 Aleksandra Pietrowna Wołkońska (1804–1859)      | Wasilij Wiktorowicz Koczubej (1812–1850) ∞1847 Jelena Pawłowna Bibikowa (1812–1888)     | Wasilij Wiktorowicz Koczubej (1812–1850) ∞1847 Jelena Pawłowna Bibikowa (1812–1888)      | Wasilij Wiktorowicz Koczubej (1812–1850) ∞1847 Jelena Pawłowna Bibikowa (1812–1888) | Wasilij Wiktorowicz Koczubej (1812–1850) ∞1847 Jelena Pawłowna Bibikowa (1812–1888) |
| Rodzice                                 | Piotr Pawłowicz Durnowo (1835–1919) ∞? Marija Wasiljewna Koczubej (1848–1894)           | Piotr Pawłowicz Durnowo (1835–1919) ∞? Marija Wasiljewna Koczubej (1848–1894)               | Piotr Pawłowicz Durnowo (1835–1919) ∞? Marija Wasiljewna Koczubej (1848–1894)             | Piotr Pawłowicz Durnowo (1835–1919) ∞? Marija Wasiljewna Koczubej (1848–1894)                | Piotr Pawłowicz Durnowo (1835–1919) ∞? Marija Wasiljewna Koczubej (1848–1894)           | Piotr Pawłowicz Durnowo (1835–1919) ∞? Marija Wasiljewna Koczubej (1848–1894)            | Piotr Pawłowicz Durnowo (1835–1919) ∞? Marija Wasiljewna Koczubej (1848–1894)       | Piotr Pawłowicz Durnowo (1835–1919) ∞? Marija Wasiljewna Koczubej (1848–1894)       |
| Oleksandra Petriwna Durnowa (1878–1952) |                                                                                         |                                                                                             |                                                                                           |                                                                                              |                                                                                         |                                                                                          |                                                                                     |                                                                                     |